# Bahía de Abu Qir
La bahía de Abu Qir, Abukir o Aboukir (en árabe: خليج أبو قير‎) es una bahía del mar Mediterráneo, que se encuentra en la costa de Egipto, cerca de la ciudad de Rosetta, en el delta del Nilo.
Fue el escenario de la batalla del Nilo en 1798, en la cual una flotilla inglesa, bajo el mando de Horatio Nelson, derrotó a las fuerzas francesas de Napoleón Bonaparte.